# Tengqiao
Tengqiao är en socken i Kina. Den ligger i provinsen Sichuan, i den sydvästra delen av landet, omkring 450 kilometer sydväst om provinshuvudstaden Chengdu. Antalet invånare är 3 052. Befolkningen består av 1 363 kvinnor och 1 689 män. Barn under 15 år utgör 23,0 %, vuxna 15-64 år 64 %, och äldre över 65 år 11,0 %.
Genomsnittlig årsnederbörd är 1 301 millimeter. Den regnigaste månaden är juli, med i genomsnitt 363 mm nederbörd, och den torraste är januari, med 2 mm nederbörd.